# مدلج (الرقة)
مدلج قرية سورية تتبع ناحية عين عيسى في منطقة تل أبيض في محافظة الرقة. بلغ عدد سكانها 103 نسمة في عام 2004 حسب إحصاء المكتب المركزي للإحصاء.